# Diego Pena García
Diego Pena García (Monte Grande, Provincia de Buenos Aires, 3 de julio de 1996) es un baloncestista con doble nacionalidad argentina-uruguaya que se desempeña como alero en Cordón de la Liga Uruguaya de Básquetbol.

## Trayectoria deportiva

### Clubes
| Club                      | País      | Año             |
| ------------------------- | --------- | --------------- |
| Lanús                     | Argentina | 2014 - 2015     |
| Platense                  | Argentina | 2015            |
| Atlético Rosario del Tala | Argentina | 2016            |
| Tiro Federal de Morteros  | Argentina | 2016 - 2017     |
| Monte Grande              | Argentina | 2017            |
| Atlético Pilar            | Argentina | 2017 - 2018     |
| Monte Grande              | Argentina | 2018            |
| Regatas Uruguay           | Argentina | 2018            |
| Racing de Chivilcoy       | Argentina | 2019            |
| Deportivo Viedma          | Argentina | 2019 - 2020     |
| Biguá                     | Uruguay   | 2020 - 2022     |
| Peñarol                   | Uruguay   | 2022 - 2023     |
| Aguada                    | Uruguay   | 2023 - 2024     |
| Cordón                    | Uruguay   | 2024 - Presente |

## Selección nacional

### Argentina
Pena García formó parte de los seleccionados juveniles de baloncesto de Argentina, tanto del que se consagró campeón del Sudamericano Sub-15 de 2011 en Asunción como del que se consagró campeón del Sudamericano Sub-17 de 2013 en Salto.

### Uruguay
Al ser hijo de ciudadanos uruguayos que emigraron hacia la Argentina, Pena García resultó elegible para representar deportivamente al país donde nacieron sus padres. En febrero de 2022 fue habilitado por FIBA para incorporarse a la selección de baloncesto de Uruguay, pudiendo así hacer su debut ante Brasil en un partido por las eliminatorias para la Copa Mundial de Baloncesto de 2023.